# سوباسا اوزارا
سوباسا اوزارا، (به ژاپنی: 大空 翼) که در صداگذاری‌های مختلف با نام الیور اتم هم شناخته می‌شود. شخصیتی خیالی و قهرمان اصلی یک مجموعه مانگا با نام کاپیتان سوباسا نوشته یوئیچی تاکاهاشی است.
سوباسا یک بازیکن اعجوبه فوتبال است که آرزو دارد روزی با ژاپن برنده جام جهانی فوتبال شود. این مجموعه رشد سوباسا را از دوران ابتدایی و زندگی در ژاپن تا پیوستن به تیم‌های دیگر در کشورهای دیگر و تیم ملی ژاپن دنبال می‌کند. سوباسا معمولاً به عنوان هافبک تیم بازی می‌کند و گاهی اوقات هم در حالیکه پیراهن شمارهٔ ۱۰ را پوشیده‌است، به عنوان مهاجم بازی می‌کند. وی همچنین در مجموعه انیمه و بازهای ویدیویی اقتباس شده از این مجموعه مانگا ظاهر شده‌است. تاکاهاشی برای حرفه‌ای نشان دادن این شخصیت، تصمیم گرفت که سوباسا در انیمه‌ها در هیچ مسابقه‌ای نبازد (هر چند که در یک مسابقه باخت) و تاکاهاشی معتقد بود که بینندگان یک شخصیت قوی را دوست دارند. با اینکه هیچ تأثیر عمده‌ای در ساخت این شخصیت وجود نداشت، تاکاهاشی سوباسا را با بازیکنان واقعی مانند کازویوشی میورا و لیونل مسی مرتبط دانست. چند نفر صداپیشه، در اقتباس‌های سریال‌های انیمیشنی مربوط به این شخصیت، این شخصیت را گویندگی کرده‌اند. سوباسا به دلیل تأثیری که برروی وقایع زندگی واقعی داشت، در ژاپن و در جهان به یک شخصیت شاخص تبدیل شده‌است. سه تندیس از سوباسا در کاتسوشیکا-کو، توکیو قرار دارد و بینندگان مجموعه‌های انیمه و مانگا در نظرسنجی‌های محبوبیت از او حمایت می‌کنند. بازیکن‌های واقعی، از بعضی از تکنیک‌های وی استفاده کرده‌اند. استقبال منتقدان تأیید کرده‌است که سوباسا به دلیل شخصیت، استعداد بازی و رویاهای الهام‌بخشش چقدر محبوب و جذاب شده‌است.

## توسعه
نویسنده مانگا یوچی تاکاهاشی اوزورا را به عنوان بخشی از یک داستان رشد خلق کرد که قصد دارد به خوانندگان و بینندگان خود نشان دهد که چگونه شخصیت‌ها از طریق داستان توسعه می‌یابند. وی سوباسا را در مقابل چندین رقیب قرار داد تا مسابقاتش چالش برانگیز شود. جون میسوگی در ابتدا یک بازیکن بهتر از سوباسا بود تاکاهاشی باعث شد تا میسوگی از مشکلات قلبی رنج ببرد تا درگیری بین دو بازیکن بیشتر شود. هواداران به این نکته اشاره کرده بودند که تیم‌هایی که سوباسا در آن حضور دارد همیشه به برد یا تساوی علاقه دارند اما هرگز نمی‌بازند؛ تاکاهاشی اظهار داشت که برای طولانی کردن داستان، وی مجبور شد که انیمه را طوری طراحی کند تا تیم قهرمان در مسابقات بیشتری شرکت کند و بینندگان شخصیت‌های قوی می‌خواهند، که نتیجه آن نابغه بودن سوباسا است. تیم اول سوباسا نانکاتسو بود و تاکاهاشی این تیم را در انیمه در  دوران کودکی سوباسا ساخت و هدف آن تبدیل شدن به یک تیم دسته اول بود. در گذشته تاکاهاشی گفته بود که سوباسا نسبت به دیگر قهرمانانی که خلق کرده بود واقع‌گرایی کمتری دارد؛ کیسوکه کانو در فیلم قلب گرسنه واقع‌گرایی بیشتری داشت و این شخصیت در این فیلم مجبور بود با مسائل زندگی روبرو شود و قوانین ورزش را دوباره بیاموزد.